# Mały Pałac Radziwiłłów w Wilnie
Mały pałac Radziwiłłów w Wilnie – jeden z zabytków architektonicznych, zlokalizowany w centrum Starego Miasta w Wilnie przy ulicy Wileńskiej (lit. Vilniaus g. 41/9). Pałac należał do katolickiej linii Radziwiłłów z głównym ośrodkiem w Nieświeżu.

## Historia
Podczas badań archeologicznych na terenie pałacu znaleziono kafle z herbem Zaleckich, Tyzenhauzów, Radziwiłłów, talerz z herbem Naruszewiczów, więc możliwe, że przedstawiciele tych rodów byli właścicielami tej rezydencji.
XVI-wieczny pałac powstał z połączenia w czasie przebudowy trzech budynków w jeden. Pałac był własnością katolickiej linii rodu Radziwiłłów. Przypuszczalnie to Michał Kazimierz Radziwiłł przyczynił się do przebudowy pałacu w stylu renesansowym.
W XVII w. istniała tu urządzona z przepychem posiadłość, która od strony wewnętrznej otrzymała dwukondygnacyjne arkadowe galerie.
W połowie XVIII w. w pałacu wybuchł pożar i po przebudowie należał on do Radziwiłłów.
W latach 1795–1810 miał tu swą siedzibę wileński Teatr Miejski, a przeróżne trupy występowały jeszcze do 1845 r. W II połowie XIX w. w budynku urządzono mieszkania, sklepy i aptekę. Od początku 90. lat XX w. mieści się tu Muzeum Teatru, Muzyki i Kina.

Budynki pałacowe noszą cechy stylu renesansowego i barokowego, zaś dziedziniec wyróżnia się unikalną dwukondygnacyjną galerią arkadową.

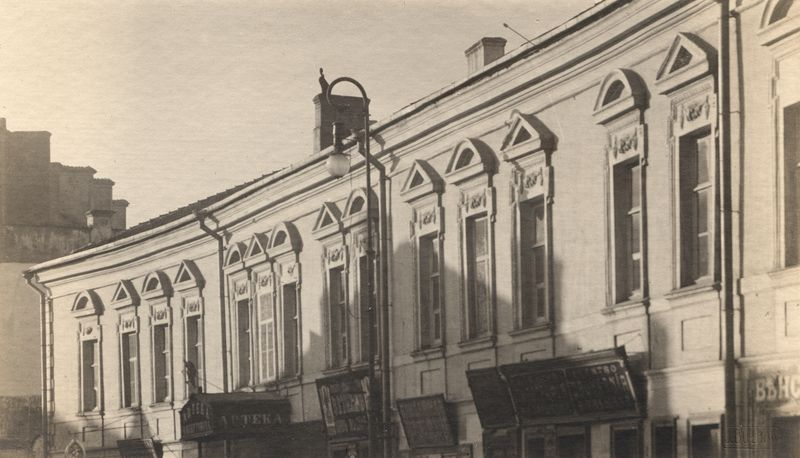
Widok od ulicy w 1915 roku, fot. Jan Bułhak
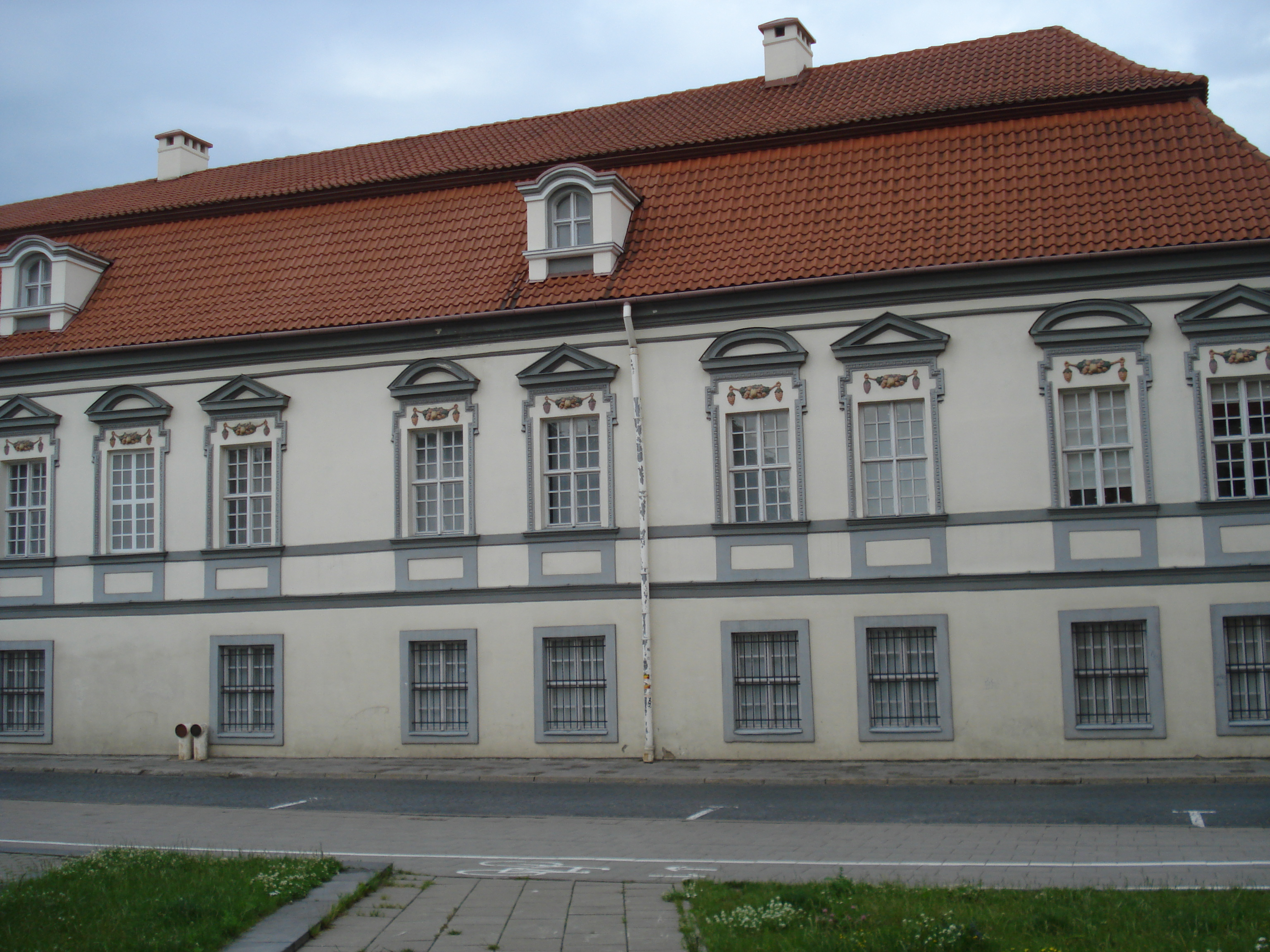
Fasada od ulicy
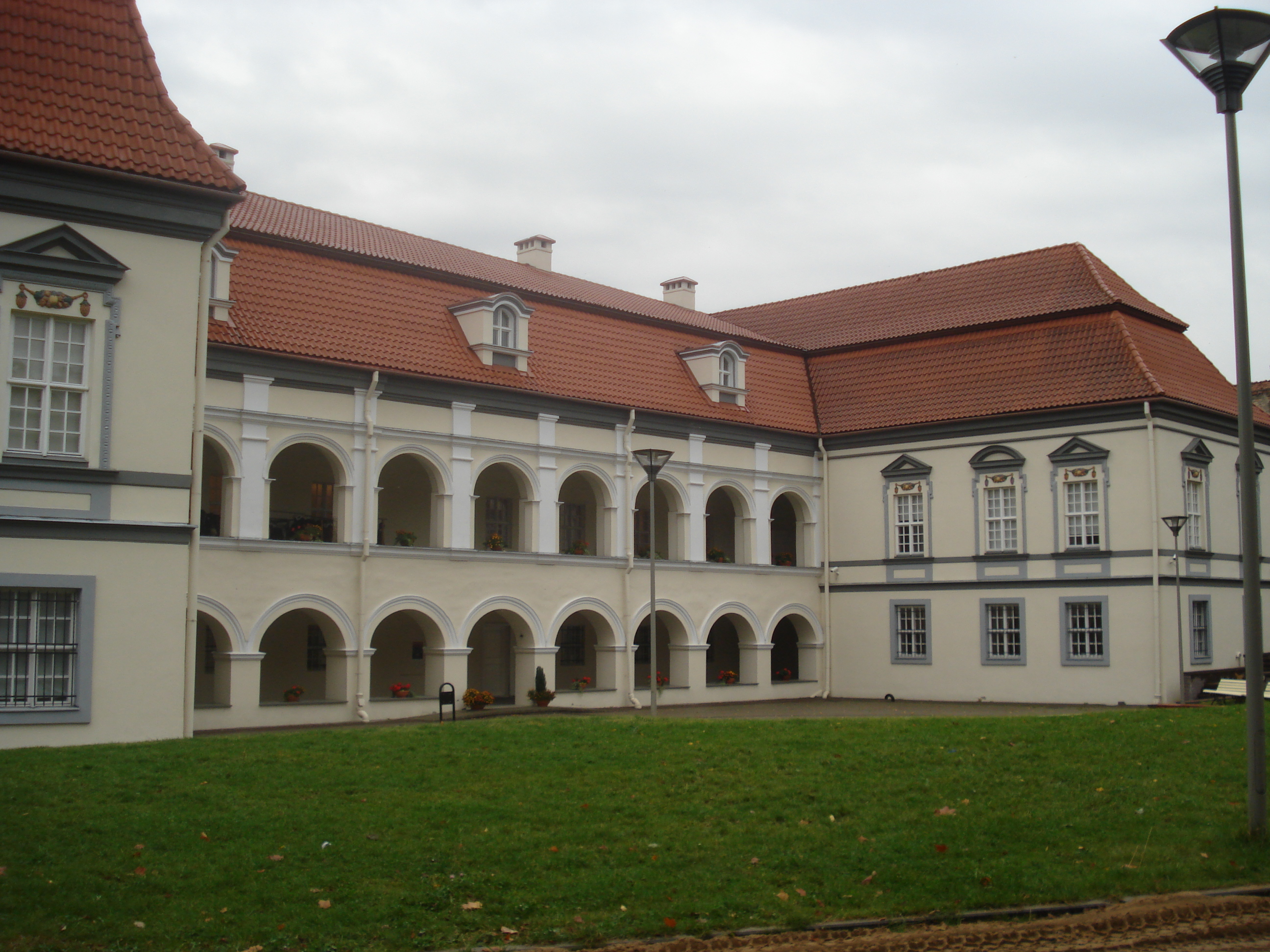
Widok od strony wewnętrznego dziedzińca
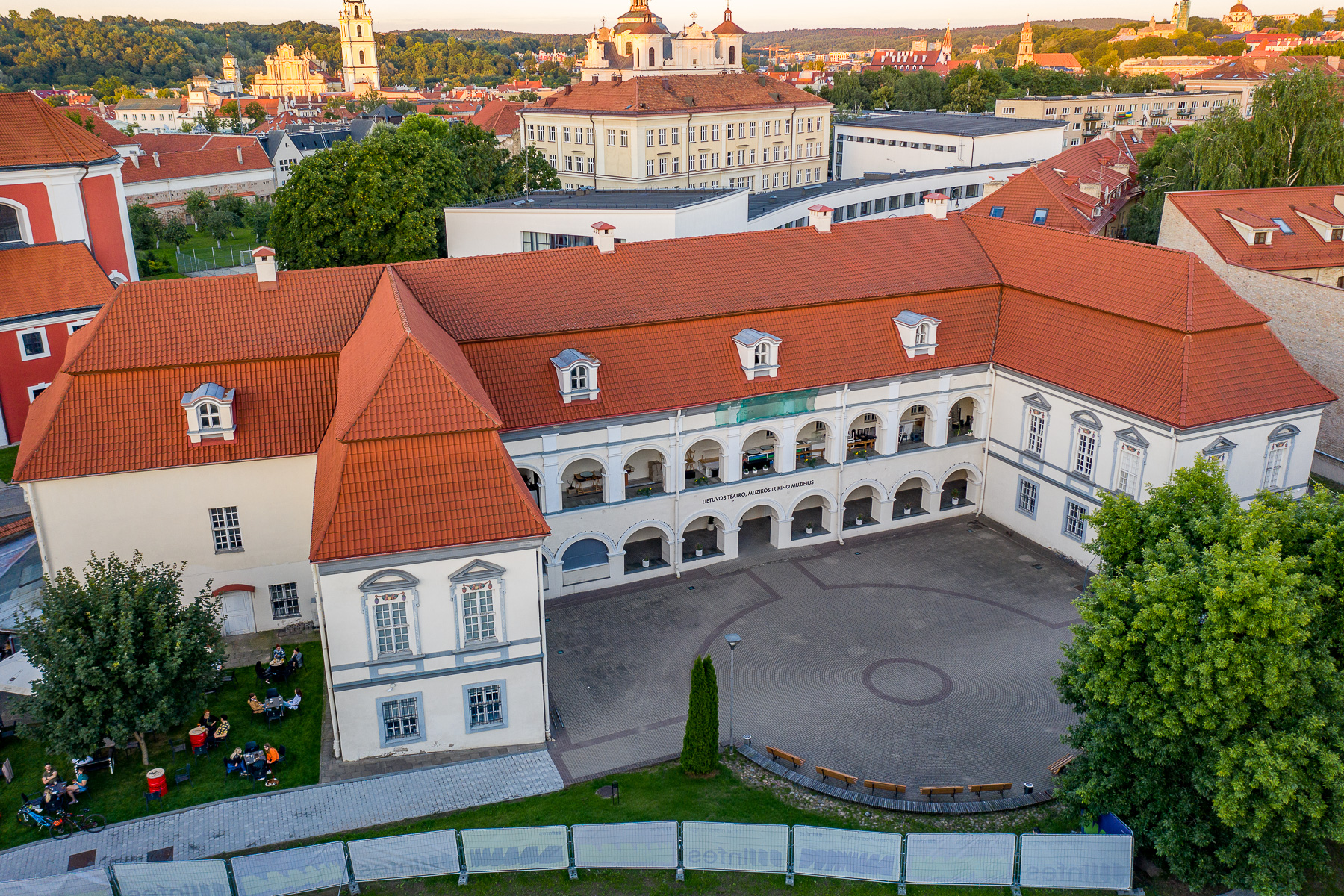
Wewnętrzny dziedziniec